# Цилюрик Анатолій Васильович
Анатолій Васильович Цилюрик (2 березня 1935, Харків — 16 листопада 2013, Львів) — доктор біологічних наук, професор кафедри лісівництва Національного університету біоресурсів і природокористування України, академік Лісівничої академії наук України, член-кореспондент Української академії аграрних наук.

## Біографія
Народився 2 березня 1935 року в Харкові. У 1950 році вступив до Чугуєво-Бабчанського лісового технікуму, який закінчив у 1953 році з відзнакою. Власне навчання продовжив в Київському лісогосподарському інституті майбутня Українська сільськогосподарська академія (УСГА). У 1958 році закінчив академію за спеціальністю «лісове господарство», здобувши кваліфікацію «Інженер лісового господарства». Працює в Київському аеролісовпорядкувальному тресті «Ліспроект». У 1961—1964 роках — аспірант кафедри фітопатології УСГА. У 1964 році захистив кандидатську дисертацію «Устойчивость зеленокорой осины к серцевинной гнили, вызываемой грибом Phellinus tremulae (Bond.) Bond. et Borris». Працює асистентом, доцент кафедри. У 1967 році закінчив десятимісячні курси французької мови при Київському університеті імені Т. Г. Шевченка і працює консультантом-викладачем по захисту тропічних рослин від шкідників і хвороб при Міністерстві держгоспів Демократичної Республіки В'єтнам у (1969–1971) роках. Після повернення із закордонного відрядження в УСГА його було призначено деканом факультету захисту рослин (1971–1979), пізніше проректором з навчальної роботи (1979–1987). У 1984–2002 роках очолював кафедру лісових культур та лісової фітопатології Національного аграрного університету (НАУ).
Вчене звання професора присвоєно у 1987 році на кафедрі лісових культур та лісової фітопатології. Докторська дисертація з біологічних наук «Лісівнича і патосанітарна оцінка осикових насаджень України та наукові основи їх оздоровлення» була захищена в рідній alma mater у 1994 році за двома спеціальностями: 06.03.03 — лісознавство, лісівництво, лісові пожежі та боротьба з ними і 06.01.11 — захист рослин від шкідників та хвороб. У 2002 році Цилюрика А. В. було обрано членом-кореспондентом Української академії аграрних наук. У 2002–2006 роках очолював кафедру захисту лісу, від 2007 року — професор кафедри біології лісу та мисливствознавства. У 2011 році працював на посаді професора кафедри лісівництва та директором науково-навчального центру «Лісівництво та розширене відтворення лісових ресурсів». Член спеціалізованої вченої ради Національного університету біоресурсів і природокористування України. Керує мобільними навчально-науково-виробничими курсами «Захист лісу».
Викладає дисципліни: «лісова фітопатологія», «патологія лісу», «імунітет деревних рослин до збудників хвороб», «ентомопатологічна експертиза», «прогноз збудників хвороб та шкідливих комах». Здійснює керівництво аспірантурою та докторантурою. Під його керівництвом захищено 1 докторська та 9 кандидатських дисертацій.
Цилюрик Анатолій Васильович відійшов у засвіти 16 листопада 2013 року та похований у Львові.

## Наукові інтереси
Цилюрик Анатолій Васильович — провідний вчений у галузі захисту деревних та декоративних рослин у лісовому та садово-парковому господарства. Уперше розробив і впровадив у виробництво технологію оздоровлення і вирощування осикових насаджень. Основні напрями наукових досліджень: інфекційні та біологічні цикли розвитку збудників хвороб деревних рослин; несправжній осиковий трутовик; соснова губка; трахеомікоз дуба; графіоз в'язових; збудники хвороб та шкідливі комахи у тимчасових розсадниках; омела біла, ялівцева та австрійська; збудники хвороб штучних насаджень сосни звичайної; вегетативне розмноження тополі тремтячої, сірої та білої у заплавах річок Полісся України; охорона та збереження довкілля; мікоризоутворюючі гриби.

## Наукові праці
Автор близько 150 наукових праць, 5 монографій, 9 підручників та посібників, 49 методичних розробок та іншої наукової, науково-популярної та навчально-методичної літератури:
- Цилюрик А. В. Лісівницька і патосанітарна оцінка осикових насаджень України та наукові основи їх оздоровлення. — К.: НВЦ, 1994. — 112 с.
- Цилюрик А. В. Словник-довідник термінів та визначень із лісової фітопатології. — К.: КВІЦ, 2008. — 82 с.
- Цилюрик А. В., Шевченко С. В. Лісова фітопатологія. — К.: КВІЦ, 2008. — 464 с.

## Володіння мовами
Вільно володіє французькою мовою, може спілкуватися латиною та англійською.

## Нагороди
Анатолій Васильович Цилюрик нагороджений багатьма нагородами та відзнаками:
- орден «Праці» ІІІ ступеня (В'єтнам);
- орден «Дружби народів»;
- лауреат Державної премії Української РСР в галузі науки і техніки за 1988 рік;
- «Заслужений працівник народної освіти України» (1998);
- відзнака Держкомлісгоспу України «Відмінник лісового господарства України» (2000);
- Почесна грамота Кабінету Міністрів України (2003);
- Почесна грамота Верховної Ради України (2005);
- відзнака «Знак пошани» (2005);
- заслужений професор Національного аграрного університету (2005).